# جون باغانو
جون باغانو (بالإنجليزية: John Pagano)‏ هو مدرب رياضي أمريكي، ولد في 30 مارس 1967 في بولدر في الولايات المتحدة.